# Sacrow-Waldow
Sacrow-Waldow war eine Gemeinde, die im Jahr 1966 durch den Zusammenschluss der ursprünglich selbständigen Gemeinden Sacrow und Waldow entstanden war. Sie gehörte bis 1990 zum Kreis Lübben im DDR-Bezirk Cottbus und nach der Wiedervereinigung von 1990 bis 1993 im Landkreis Lübben bzw. ab 1993 im Landkreis Dahme-Spreewald in Brandenburg. Im Jahr 2003 schloss sie sich mit den Gemeinden Butzen und Laasow zur Gemeinde Spreewaldheide zusammen und wurde aufgelöst. Seither sind Sacrow und Waldow eigenständige Ortsteile innerhalb der Gemeinde Spreewaldheide. Ende 2002 hatte die Gemeinde Sacrow-Waldow 203 Einwohner.

## Geographische Lage
Die Dörfer Sacrow und Waldow liegen etwa 2 km voneinander entfernt. Die Gemeinde lag etwa 14 km Luftlinie östlich von Lübben (Spreewald). Nachbargemeinden von Sacro-Waldow waren im Uhrzeigersinn Klein Leine, Goyatz, Mochow, Laasow, Neu Zauche und Caminchen.

## Geschichte
Zum 15. Dezember 1966 schlossen sich die Gemeinden Sacrow und Waldow, damals noch im Kreis Lübben gehörend, zur Gemeinde Sacrow-Waldow. Nach der Wiedervereinigung gehörte die Gemeinde zum Landkreis Lübben in Brandenburg, dieser ging bei der Kreisreform in Brandenburg am 6. Dezember 1993 im Landkreis Dahme-Spreewald auf.
Im Zuge der Ämterbildung im Land Brandenburg 1992 bildete Sacrow-Waldow zusammen mit neun anderen Gemeinden das Amt Straupitz. Der Innenminister des Landes Brandenburg stimmte der Bildung des Amtes zu, als Zeitpunkt für das Zustandekommen des Amtes wurde der 5. Oktober 1992 bestimmt. Die Zustimmung war zunächst befristet bis zum 1. Oktober 1994, die Befristung wurde aber zum 8. September 1994 aufgehoben. Sitz des Amtes war in der Gemeinde Straupitz. Mit Wirkung zum 20. Dezember 1994 wurde das Amt Straupitz in Amt Oberspreewald umbenannt.
In der Gemeindereform im Land Brandenburg wurden zum 26. Oktober 2003 die Gemeinden Butzen, Laasow und Sacrow-Waldow aufgelöst und zur Gemeinde Spreewaldheide zusammengeschlossen. Seither sind Sacrow und Waldow wie auch Butzen und Laasow Ortsteile der Gemeinde Spreewaldheide. Das Amt Oberspreewald wurde 2003 mit dem Amt Lieberose zum Amt Lieberose/Oberspreewald fusioniert.

## Bürgermeister
Letzter ehrenamtlicher Bürgermeister von Sacrow-Waldow war Manfred Meehs, der seit dem Jahr 2002 im Amt war. Nach der Gemeindeauflösung wurde er Bürgermeister der Gemeinde Spreewaldheide.

## Gesangsverein Sacrow-Waldow
Eine Reminiszenz an die ehemalige Gemeinde Sacrow-Waldow ist der 1993 gegründete Gesangsverein Sacrow-Waldow e. V., der heute bei vielen regionalen Veranstaltungen und Dorffesten in der Region Spreewald auftritt. Das Repertoire umfasst nicht nur Spreewaldlieder, Volkslieder und Lieder aus aller Welt, sondern auch spreewaldtypische Tänze in Spreewaldtrachten.

## Belege
1. 1 2  Beitrag zur Statistik Landesbetrieb für Datenverarbeitung und Statistik Historisches Gemeindeverzeichnis des Landes Brandenburg 1875 bis 2005 19.3 Landkreis Dahme-Spreewald PDF
2. 1 2  Bildung der Ämter Sonnewalde und Straupitz. Bekanntmachung des Ministers des Innern vom 29. September 1992. Amtsblatt für Brandenburg - Gemeinsames Ministerialblatt für das Land Brandenburg, 3. Jahrgang, Nummer 81, 22. Oktober 1992, S. 1911/2.
3. ↑  Aufhebung der Befristung von Ämtern. Bekanntmachung des Ministers des Innern vom 20. September 1994. Amtsblatt für Brandenburg - Gemeinsames Ministerialblatt für das Land Brandenburg, 5. Jahrgang, Nummer 71, 7. Oktober 1994, S. 1446.
4. ↑  Änderung des Namens des Amtes Straupitz. Bekanntmachung des Ministers des Innern vom 6. Dezember 1994. Amtsblatt für Brandenburg - Gemeinsames Ministerialblatt für das Land Brandenburg, 5. Jahrgang, Nummer 90, 19. Dezember 1994, S. 1721.
5. ↑  20 Jahre – Gesangverein „Sacrow – Waldow“ e.V.
6. ↑  Michael Zumpe - Sänger Chorleiter Pianist Dirigent

Koordinaten: 51° 57′ N, 14° 7′ O